# Taspo

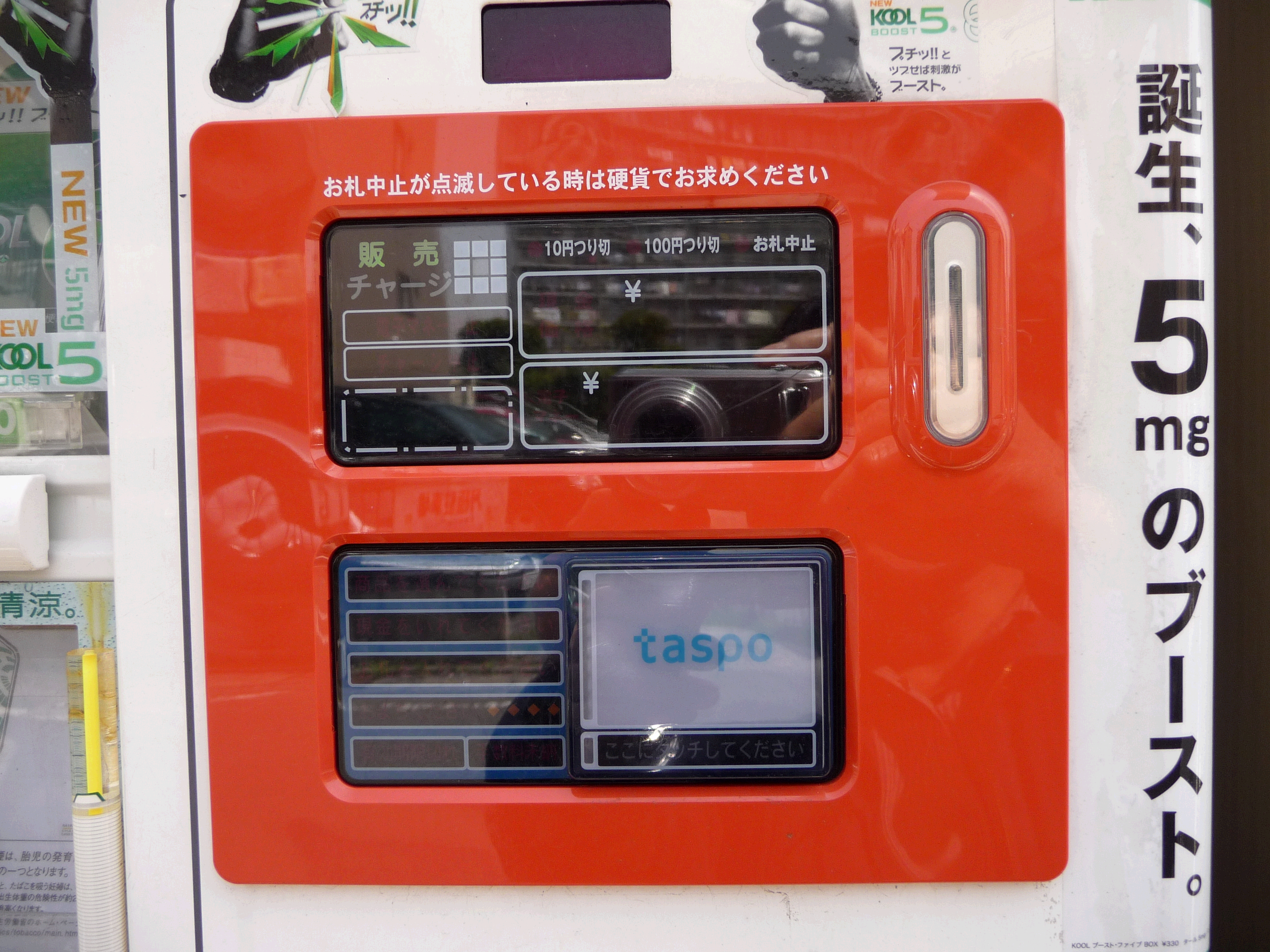
装有TASPO装置的自动贩卖机

Taspo是日本香菸社團法人（社団法人日本たばこ協会-TIOJ）、全國香菸販賣協會（全国たばこ販売協同組合連合会）及日本自動販賣機工業會（日本自動販売機工業会-JVMA）為防止未成年者吸菸所開發的一種認證方式，凡是與年齡認證相關之IC卡都稱為TASPO。吸煙者在自動販賣機購買香煙時需以這張卡片認證。

## 普及率
截至2010年4月24日時，Taspo發行總數為971萬4434張，同時日本全國吸菸總人口數為2601萬人，普及率已達37.3%。。